# Баррейра-ду-Інферну (космодром)
Баррейро-ду-інферну — космодром бразильського космічного агентства. Був створений в 1965 році, знаходиться в місті Парнамірін, коло Натала, столиці штату Ріу-Ґранді-ду-Норті. З 1965 по 2007 рік з космодрому було здійснено 233 успішних балістичних і суборбітальних запусків на висоту до 1100 км.
Здійснює супровід запусків з космодромів Алкантара і Куру.
Nike Apache була першою ракетою, яка була запущена з цієї бази. Він стався 15 грудня 1965 року і був американською зондувальною ракетою.
З бази вже запущено понад 400 ракет, починаючи від невеликих метеорологічних ракет "Локі", до високотехнологічних чотириступеневих носіїв класу Castor-Lance.

## Поточна діяльність бази
- Відстеження ракети-носія Ariane спільно з Французьким космічним центром у (Куру, Французька Гвіана ) відповідно до угоди з Європейським космічним агентством (ESA).
- Продовження випробувань та експериментів, що цікавлять командування аеронавтики.
- Забезпечення експлуатаційних ресурсів на користь експериментів, що становлять інтерес для ВМФ та Бразильської армії, спрямованих на проєкти, що становлять інтерес для ВПС Бразилії, розширення співпраці між Збройними Силами
- Продаж суборбітальних ракет для запуску та відстеження національними та закордонними організаціями, надання міжнародним науковим співтовариствам оперативних засобів для космічних операцій, особливо пов'язаних з дослідженням та моніторингом довкілля, головним чином через спостереження за атмосферою. В першу чергу це проєкт EXAMETNET, який був спрямований на дослідження атмосфери в діапазоні від 30 до 60 км.

## Запуски
Деякі ракети, запущені з CLBI:
- Найк-Кейджинская
- Loki-Dart
- Nike-Cajun
- Orion-OLV
- Nike-Apache
- Aerobee 150
- Javelin
- Nike-Tomahawk
- Black Brant 4A
- Nike-Iroquois
- Boosted Dart
- Super Arcas
- Rocketsonde
- Black Brant 5C
- Black Brant 4B
- Paiute Tomahawk
- Castor Lance
- Black Brant 8B
- Sonda 3
- Skylark 12
- Cuckoo 4
- Nike Orion
- Sonda 4
- VLS-R1
- VS-30

## Заплановані
- Operação São Lourenço - ВС-40/SARA